# Безтурботний їздець
«Безтурбо́тний їздець» (англ. Easy Rider) — американський художній фільм Денніса Гоппера (1969), який стоїть біля джерел жанрів роуд-муві і «кислотного вестерну», традиції американського незалежного кіно і школи Нового Голлівуду. Прем'єра відбулася на Каннському фестивалі, де Гоппер був відзначений призом за найкращий дебют. Це перший фільм, за який Джек Ніколсон був номінований на «Оскар».

## Сюжет
Двоє байкерів-неформалів (Пітер Фонда і Деніс Гоппер) на гроші від контрабанди мексиканських наркотиків вирушають на пошуки свободи по південних штатах Америки — з Каліфорнії до Луїзіани, щоб встигнути на Марді-ґра. Надворі «літо кохання», друзі заїжджають в громаду хіпі, потрапляють в позаштатному містечку в «кутузку», знайомляться там з адвокатом (Джек Ніколсон) і відкривають йому радості марихуани.
Трійця безтурботних подорожніх, залишивши всі життєві турботи позаду, опиняється на порозі справжніх свободи й щастя. Але трагедія вже наступає їм на п'яти. Консервативні жителі півдня бачать в них чужинців і зустрічають вороже; під час нічного нападу реднеків гине присталий до друзів адвокат. Наркотична вакханалія в одному з публічних будинків Нового Орлеана залишає після себе сумнівний осад.
Шлях друзів на північ переривається під час чергової безглуздої сутички зі злобними місцевими мешканцями. Герой Фонди («капітан Америка») вже давно передчував такий результат — під час найбільш безневинних розмов у нього перед очима поставала фінальна сцена з палаючим на узбіччі «Harley Davidson». Несподіваний своєю різкістю фінал дає глядачам самим вирішувати, чи знайшли мандрівні бунтарі довгоочікувану свободу.

## У ролях
| Актор         | Роль                     |
| ------------- | ------------------------ |
| Пітер Фонда   | Вайатт "Капітан Америка" |
| Денніс Гоппер | Біллі                    |
| Джек Ніколсон | Джордж Хенсон            |
| Люк Еск'ю     | незнайомець на шосе      |
| Карен Блек    | Карен                    |
| Філ Спектор   | камео                    |

## Визнання

### Нагороди
- 1969 — Каннський кінофестиваль
  - Найкраща перша робота — Денніс Гоппер
- 1970 — Премія Національного товариства кінокритиків США
  - Найкраща чоловіча роль другого плану — Джек Ніколсон
  - Спеціальний приз — Денніс Гоппер

### Номінації
- 1970 — Премія Оскар
  - Найкраща чоловіча роль другого плану — Джек Ніколсон
  - Найкращий сценарій — Пітер Фонда, Денніс Гоппер, Террі Саутерн
- 1970 — Премія BAFTA
  - Найкраща чоловіча роль другого плану — Джек Ніколсон
- 1969 — Каннський кінофестиваль
  - Золота пальмова гілка — Денніс Гоппер
- 1970 — Премія Золотий глобус
  - Найкраща чоловіча роль другого плану — Джек Ніколсон

## Музика фільму
Фільм був профінансований коштом грошей, отриманих від гурту The Monkees, і містить епізодичну роль продюсера Філа Спектора у початкових сценах, але жоден з них не надав жодної музики. У «новаторському» саундтреку «Безтурботного їздця» звучали популярні рок-виконавці, зокрема The Band, The Byrds, The Jimi Hendrix Experience та Steppenwolf. Монтажер Донн Камберн використовував різноманітну музику з власної колекції платівок, щоб зробити перегляд до 80 годин відзнятих на мотоциклі кадрів цікавішим під час редагування. Було використано більшість музики Камберна, вартість ліцензії на яку склала 1 мільйон доларів, що втричі перевищує бюджет фільму. Широке використання поп- та рок-музики для саундтреку було схоже на те, що нещодавно було використано для фільму «Випускник» 1967 року, включаючи пісні, які використовувалися неодноразово або були адаптовані для фільму.
Боба Ділана попросили написати музику, але він не захотів використовувати свій власний запис "It's Alright, Ma (I'm Only Bleeding)", тому замість нього була використана версія у виконанні фронтмена Byrds Роджера МакГуїнна (Roger McGuinn). Крім того, замість того, щоб написати абсолютно нову пісню для фільму, Ділан просто виписав перший куплет "Ballad of Easy Rider" і сказав режисерам: "Віддайте це Макґуїнну, він знає, що з цим робити"[47]. Макґуїнн завершив пісню і виконав її у фільмі.
Спочатку Пітер Фонда планував, що гурт Crosby, Stills, Nash & Young напише повністю оригінальний саундтрек до фільму, але це не вдалося зробити з двох причин. По-перше, монтажер Донн Камберн відредагував відзнятий матеріал набагато ближче до того, що було задумано лише як тимчасові доріжки, ніж це було прийнято в той час, що призвело до того, що всі учасники вважали, що вони набагато більше підходять до матеріалу, ніж вони спочатку думали. Крім того, після перегляду фільму з монтажем Камберна, група відчула, що не може покращити музику, яка була використана. З іншого боку, Хоппер все більше контролював кожен аспект протягом проєкту і вирішив викинути CSNY за спиною Фонди, сказавши групі як виправдання: "Слухайте, ви, хлопці, дійсно хороші музиканти, але, чесно кажучи, будь-хто, хто їздить в лімузині, не може зрозуміти мій фільм, тому я повинен сказати "ні", і якщо ви, хлопці, спробуєте знову потрапити в студію, я, можливо, буду змушений заподіяти вам тілесні ушкодження.".
Натхненний фільмом, Гендрікс пізніше написав пісню "Ezy Ryder", слова якої відображають тематику фільму, а Iron Butterfly - "Easy Rider" (Let the Wind Pay the Way).

## Саундтрек
- Steppenwolf — The Pusher
- Steppenwolf — Born To Be Wild
- Smith — The Weight
- The Byrds — Wasn't Born To Follow
- The Holy Modal Rounders — If You Want To Be A Bird
- Fraternity Of Man — Don't Bogart Me (Aka Don't Bogart That Joint)
- Jimi Hendrix — If Six Was Nine
- The Electric Prunes — Kyrie Eleison / Mardi Gras(When The Saints)
- Roger McGuinn — It's Alright Ma (I'm Only Bleeding)
- Roger McGuinn — Ballad Of Easy Rider

У серіалі "Новий Папа" ("The New Pope") 1 сезон, в третій серії головні герої Джон Бреннокс (Джон Малкович (John Gavin Malkovich)) та Софія Дюбуа (Сесіль де Франс (Cecile de France)) дивляться фінальні сцени фільму "Easy Rider" в маєтку Джона Бреннокса.